# 横山 (上海)
横山，是上海市松江区的山峰，因山形东西横卧而得名。因陆云又名横云山。长1.2千米，宽0.3千米，面积0.533平方千米，海拔38.9米。据《嘉庆府志》，有白龙洞、联云嶂、丽秋壁、碧岩、三冷涧、只怡堂、来谷潭、忠孝祠、黄公庐、得月塔等“十景”。